# 蘭心大劇院
《蘭心大劇院》是一部2019年中國大陸黑白電影，由娄烨所執導，巩俐主演，入圍第76屆威尼斯影展官方競賽單元，原定于2019年12月7日在中国大陸上映，后来移档到2021年10月15日上映。

## 剧情
根据虹影《上海之死》及横光利一《上海》改编。1941年，著名演员于堇返回孤岛时期的上海，表面上是为了出演她的旧爱执导的话剧《礼拜六小说》但是她真正的目的是什么？

## 演員
- 巩俐 飾演 堇
- 趙又廷 飾演 譚吶
- 小田切让 飾演 古谷三郎 (Furuya Saburo)，日本军官
- 帕斯卡·葛雷果利（英语：Pascal Greggory） 飾演 休伯特 (Frederic Hubert)
- 湯姆·拉斯齊哈 飾演 夏皮罗 (Saul Speyer)
- 黄湘丽 飾演 白雲裳 (白玫)
- 中島步（日语：中島歩） 飾演 梶原 (Kajiwara)
- 王传君 飾演 莫之因
- 张颂文 飾演 倪则仁

## 發行
原先第28屆金雞百花電影節決定該片為開幕電影，卻因出品方對宣傳有分歧而取消放映，改為紀錄片《尺八·一聲一世》，之后定于2021年10月15日在中国大陸上映。

## 奖项荣誉
| 年份   | 颁奖礼                               | 奖项                   | 入围者 | 结果 | 参考 |
| ------ | ------------------------------------ | ---------------------- | ------ | ---- | ---- |
| 2024年 | 中国电影导演协会2020年至2023年度表彰 | 年度编剧（2021年度）   | 马英力 | 提名 |      |
| 2024年 | 中国电影导演协会2020年至2023年度表彰 | 年度女演员（2021年度） | 巩俐   | 提名 |      |

## 外部連結
- 豆瓣电影上《蘭心大劇院》的資料 （简体中文）
- 開眼電影網上《蘭心大劇院》的資料（繁體中文）
- 爛番茄上《蘭心大劇院》的資料（英文）
- 互联网电影数据库（IMDb）上《蘭心大劇院》的资料（英文）